# 팔레스타인의 정당 목록
다음은 팔레스타인의 정당 목록이다.

## 팔레스타인의 주요 정당
| 정당 이름                 | 이념                                                 | 의석 수 (132) |
| ------------------------- | ---------------------------------------------------- | ------------- |
| 하마스                    | 우익, 수니파 이슬람주의, 이슬람 원리주의, 반시온주의 | 74            |
| 파타                      | 중도좌파, 사회민주주의, 민주사회주의                 | 45            |
| 팔레스타인 인민해방전선   | 극좌, 마르크스-레닌주의, 혁명적 사회주의, 반시온주의 | 3             |
| 팔레스타인 해방 민주 전선 | 극좌, 마르크스-레닌주의, 마오쩌둥주의, 반시온주의    | 1             |
| 팔레스타인 인민당         | 좌익, 사회주의, 팔레스타인 내셔널리즘                | 1             |
| 팔레스타인 국권주도       | 중도좌파, 사회민주주의, 평화주의                     | 2             |
| 제3의 길                  | 중도주의, 제3의 길, 파타-하마스 중재                 | 2             |

## 기타 정당
- 팔레스타인 민주 연대 - 좌익, 과학적 사회주의
- 인민 투쟁 전선 - 좌익, 사회주의, 좌익 내셔널리즘
- 팔레스타인 이슬라믹 지하드 운동 - 극우, 이슬람 민족주의, 반시온주의
- 아스-사이카 - 아랍 민족주의, 바트주의, 아사드주의
- 아랍 해방 전선 - 아랍 민족주의, 바트주의, 사담주의
- 팔레스타인 인민해방전선 총사령부 - 좌익, 아랍 민족주의, 좌익 내셔널리즘
- 팔레스타인 해방전선 - 좌익, 마르크스-레닌주의